# آگوستین کانوبیو
آگوستین کانوبیو (انگلیسی: Agustín Canobbio؛ زادهٔ ۱ اکتبر ۱۹۹۸) بازیکن فوتبال اهل اروگوئه است.
از باشگاه‌هایی که در آن بازی کرده‌است می‌توان به باشگاه فوتبال اتلتیکو پارانائنزه اشاره کرد.
وی همچنین در تیم‌های ملی فوتبال زیر ۲۰ سال اروگوئه و اروگوئه بازی کرده‌است.